# Игл (округ)
Игл (англ. Eagle County) — округ в штате Колорадо, США.

## География
Округ расположен в центральной части штата. Назван в честь реки Игл (приток Колорадо). Через округ проходит крупная автомагистраль I-70. Аэропорт Игл Каунти Риджинал

## История
Округ Игл образован 11 февраля 1883 года в результате отделения от округа Саммит.

## Население
Численность населения
| 1890 | 1900 | 1910 | 1920 | 1930 | 1940 | 1950 | 1960 | 1970 | 1980   | 1990   | 2000   | 2010   |
| ---- | ---- | ---- | ---- | ---- | ---- | ---- | ---- | ---- | ------ | ------ | ------ | ------ |
| 3725 | 3008 | 2985 | 3385 | 3924 | 5361 | 4488 | 4677 | 7498 | 13 320 | 21 928 | 41 659 | 52 197 |

Расовый состав
- белые — 85,35%
- латиноамериканцы (любой расы) — 23,24%

## Города (общины)
- Басолт
- Вейл
- Джипсум
- Игл
- Игл-Вейл
- Минчерн
- Ред-Клифф
- Эдуардс
- Эйвон
- Эль-Джебел

## Достопримечательности
- Лыжные курорты:
  - Бивер-Крик
  - Вейл